# Phlogophora discalis
Phlogophora discalis là một loài bướm đêm trong họ Noctuidae.